# Holochelus armeniacus
Holochelus armeniacus är en skalbaggsart som beskrevs av Zaitzev 1927. Holochelus armeniacus ingår i släktet Holochelus och familjen Melolonthidae. Inga underarter finns listade i Catalogue of Life.